# 聖家族 (プッサン)
『聖家族』（せいかぞく、仏: La Sainte Famille、英: The Holy Family）は、17世紀フランスの巨匠ニコラ・プッサンが晩年の1651年ごろ、キャンバス上に油彩で制作した絵画である。画面に11人の人物が登場することから、画家のほかの聖家族を表した絵画と区別するために『聖家族 11人』（せいかぞくじゅういちにん、仏: La Sainte Famille 11) とも呼ばれる。クレキ公シャルル3世のために描かれたもので、後に歴代のデヴォンシャー公に所有されたが、1981年のロンドンのクリスティーズの競売でJ・ポール・ゲティ美術館 (パサデナ) とノートン・サイモン美術館 (パサデナ) に共同で購入され、以来両美術館に共同所有されている。

## 作品
聖母マリアの膝の上に幼子イエス・キリストが座し、左隣の洗礼者聖ヨハネと戯れている。2人が抱擁する姿は画面の焦点となっている。その左側にはエリサベトが、彼女の背後には聖ヨセフがおり、イエスとヨハネに暖かな眼差しを送っている。ヨセフが登場する聖母子主題の絵画は対抗宗教改革以降に増加するものである。
画面右側には6人の天使がいる。そのうち右の2人が大きな水盤を持ち、もう1人は腕に布を垂らしている。さらに別の1人が水差しを持って聖母のいる中央に歩みよっていく。水盤、布、水差しは、イエスの入浴、あるいはヨハネによる将来のイエスの洗礼、もしくはイエスの受難を暗示しているのかもしれない。手前の1人は、籠から聖母の象徴である赤と白のバラの花を地面に撒き、イエスに捧げている。バラの花は聖母の背後上の壺にも認められる。聖母とエリサベトの間には小さな皿と杖がある
。
中景から後景にかけては、理想化された美しい風景画となっている。遠景の蛇行する川には渡し舟が浮かんでおり、男性と女性 (あるい家族) が乗っている。これは聖家族のエジプトへの逃避を示唆している可能性があるが、エジプトへの逃避の主題は17世紀にプッサンとほかの画画たちが一般化したものである。川の土手には馬上の騎士が2人おり、やはり聖家族のエジプトへの逃避に関係しているのかもしれない。突き当りにはイタリア風のヴィラがあり、左手奥には小さな滝が見える。